# Балка Кіслицька
Балка Кіслицька — балка (річка) в Україні у Дніпровському й Криничанському районах Дніпропетровської області. Ліва притока річки Мокрої Сури (басейн Дніпра).

## Опис
Довжина балки приблизно 11,70 км. Формується декількома струмками та загатами.

## Розташування
Бере початок на південно-східній околиці селища Новомиколаївки. Тече переважно на південний схід і на північно-західній околиці села Новоселівка впадає у річку Мокру Суру, праву притоку річки Дніпра.

## Цікаві факти
- На лівому березі балки пролягає автошлях Н08[3] (автомобільний шлях національного значення на території України, Бориспіль — Кременчук — Дніпро — Запоріжжя — Пологи — Маріуполь. Проходить територією Київської, Черкаської, Полтавської, Кіровоградської, Дніпропетровської, Запорізької та Донецької областей.)